# Route nationale 3a (Madagaskar)
Route nationale 3a (N3a) – to utwardzona droga krajowa o długości 149 km, biegnąca na terenie Madagaskaru. Zaczyna się w pobliżu jeziora Alaotra, natomiast kończy się w Andilamena.